# Tournon-d'Agenais

Tournon-d'Agenais este o comună în departamentul Lot-et-Garonne din sud-vestul Franței. În 2009 avea o populație de 802 de locuitori.

## Evoluția populației
| An        | 1975  | 1982 | 1990 | 1999 | 2006 | 2009 |
| --------- | ----- | ---- | ---- | ---- | ---- | ---- |
| Populație | 1.020 | 921  | 839  | 751  | 801  | 802  |